# Twistaan
Twistaan, volgens de IUPAC-regels: tricyclo[4.4.0.03,8]decane
, is een  organische verbinding met de formule {\displaystyle {\ce {C10H16}}}.
 
De verbinding hoort bij de cycloalkanen en is een isomeer van adamantaan. Net als adamantaan is ook twistaan niet erg vluchtig. De verbinding dankt zijn naam aan het feit dat de ringen door de bruggen vastgezet zijn in de verdraaide bootconformatie. De verbinding is voor het eerst beschreven door Whitlock in 1962.

## Synthese
Twistaan kan inmiddels op meerdere manieren bereid worden. De originele route van Whitlock was gebaseerd op een [[bicyclo[2.2.2]octaan]]-verbinding. In 1967 werd een methode gepubliceerd waarin een intramoleculaire aldolcondensatie van een cis-decaline diketon.

## Symmetrie
De enig mogelijke symmetrie-operatie in twistaan is rotatie. Twistaan heeft drie 2-voudige assen, de puntgroep is dus D2.
Hoewel twistaan over vier chiraal centra beschikt, bestaat het door de C2-symmetrie-assen slechts in twee enantiomere vormen.

## Polytwistaan
Polytwistaan is een hypothetisch polymeer van aan elkaar gekoppelde twistaan-eenheden. Hoe deze verbinding gesynthetiseerd moet worden is voorlopig (september 2021) nog een onbeantwoorde vraag.